# Рембертув
Рембертув (пол. Rembertów) — район (дільниця) Варшави, розташована у східній частині польської столиці та на правому березі Вісли. На заході межує з дільницями Таргувек (пол. Targówek) і Прага-Полуднє (пол. Praga-Południe), на півдні — з дільницями Вавер (пол. Wawer) і Весола (пол. Wesoła), на півночі та сході проходить адміністративна межа Варшави. Площа дільниці становить 19,30 км2. Станом на 31 грудня 2014 на території дільниці Рембертув проживає 23812 осіб. Є найменш населеною дільницею Варшави.
Більше 30 % площі дільниці займають зелені насадження.

## Історія

Райони дільниці Рембертув

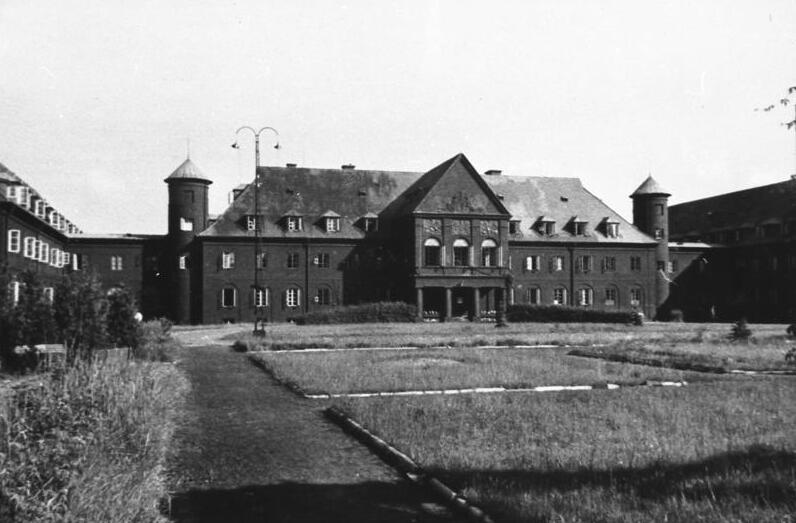
Кадетська академія (нині Бібліотека національної оборони)

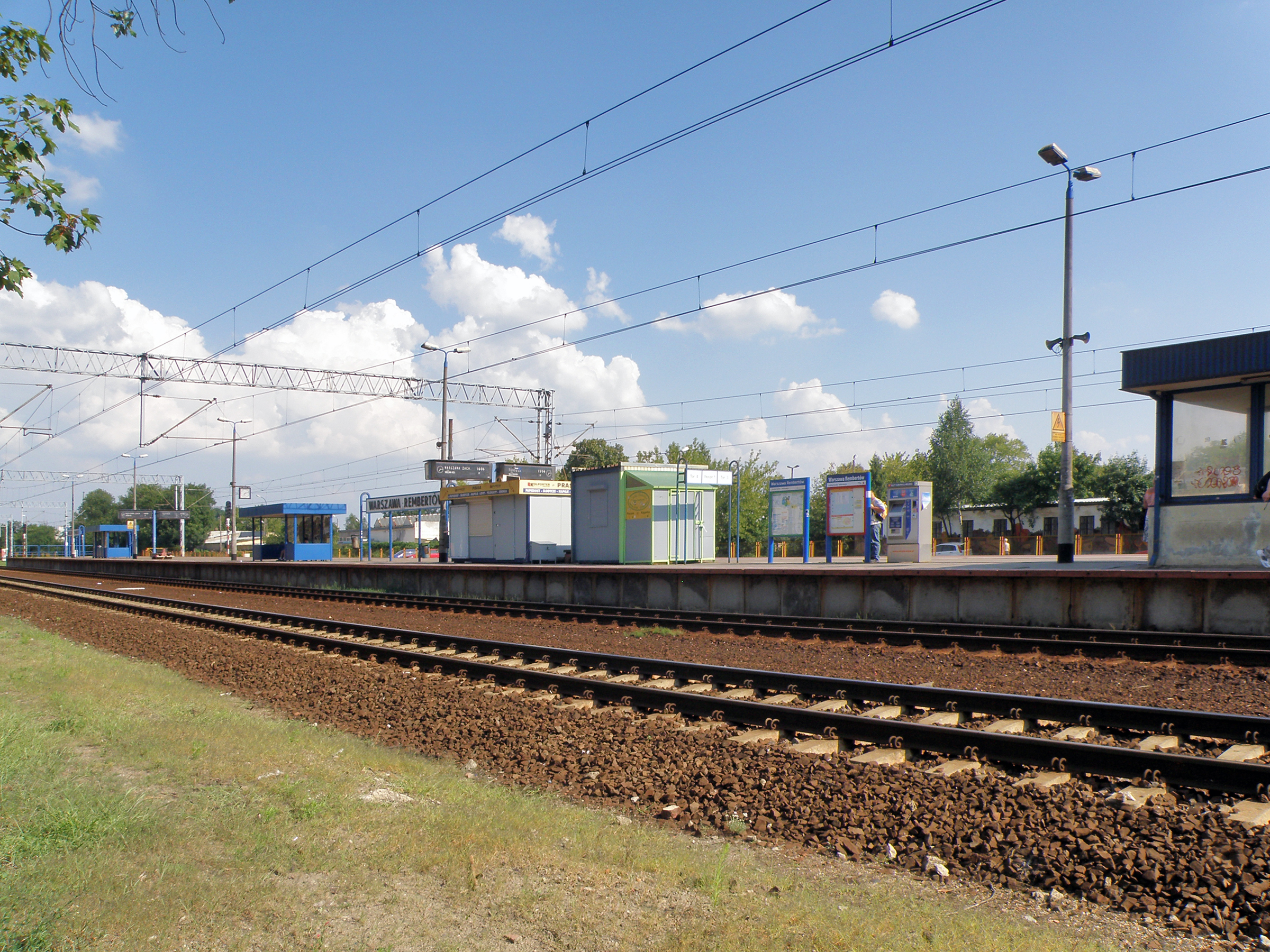
Залізнична станція Рембертув

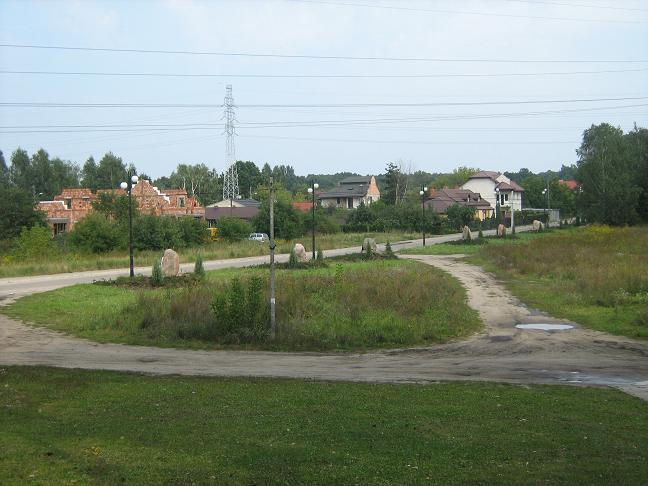
Кавенчин—Вигода

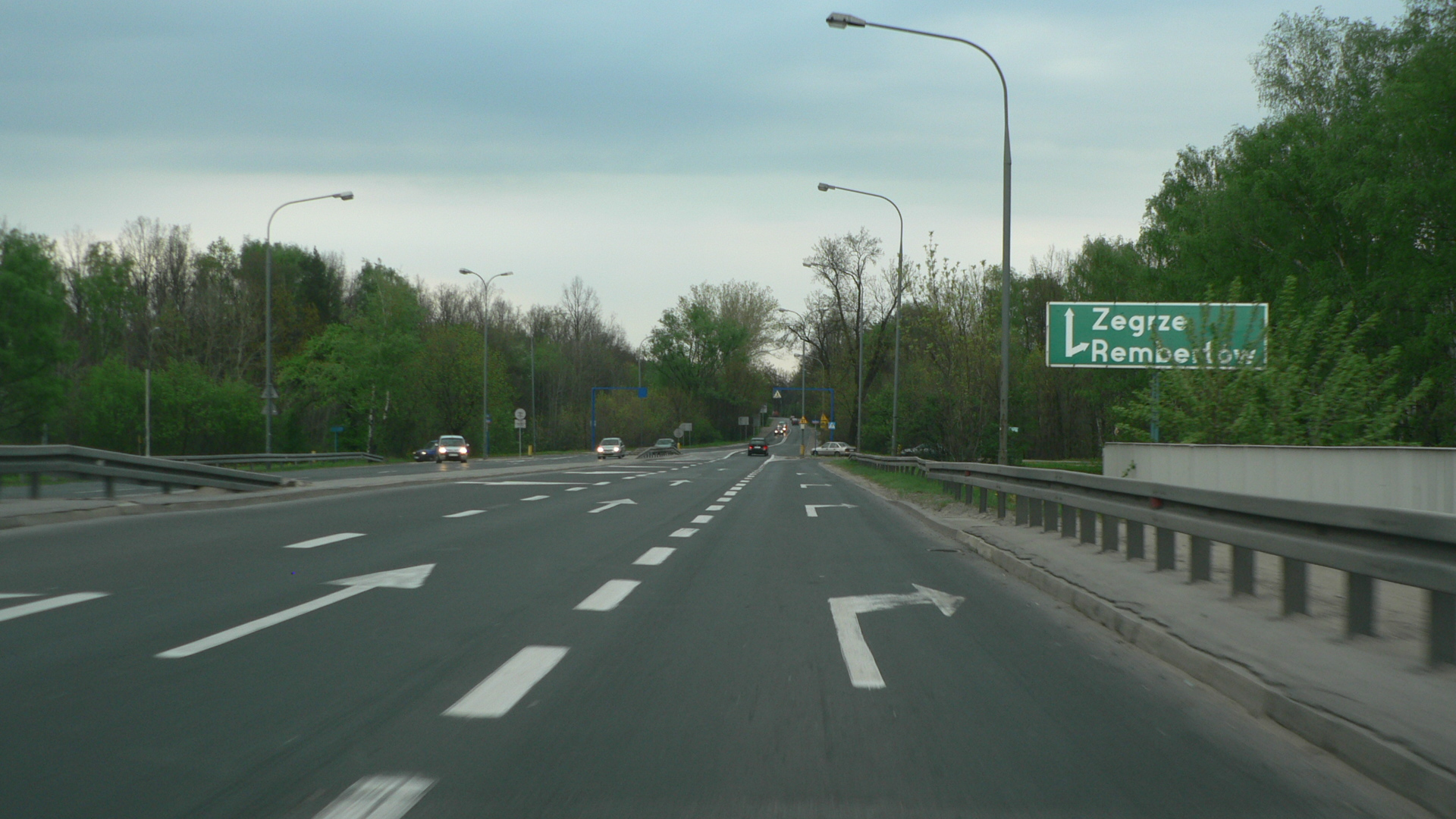
Вулиця Жолнерська

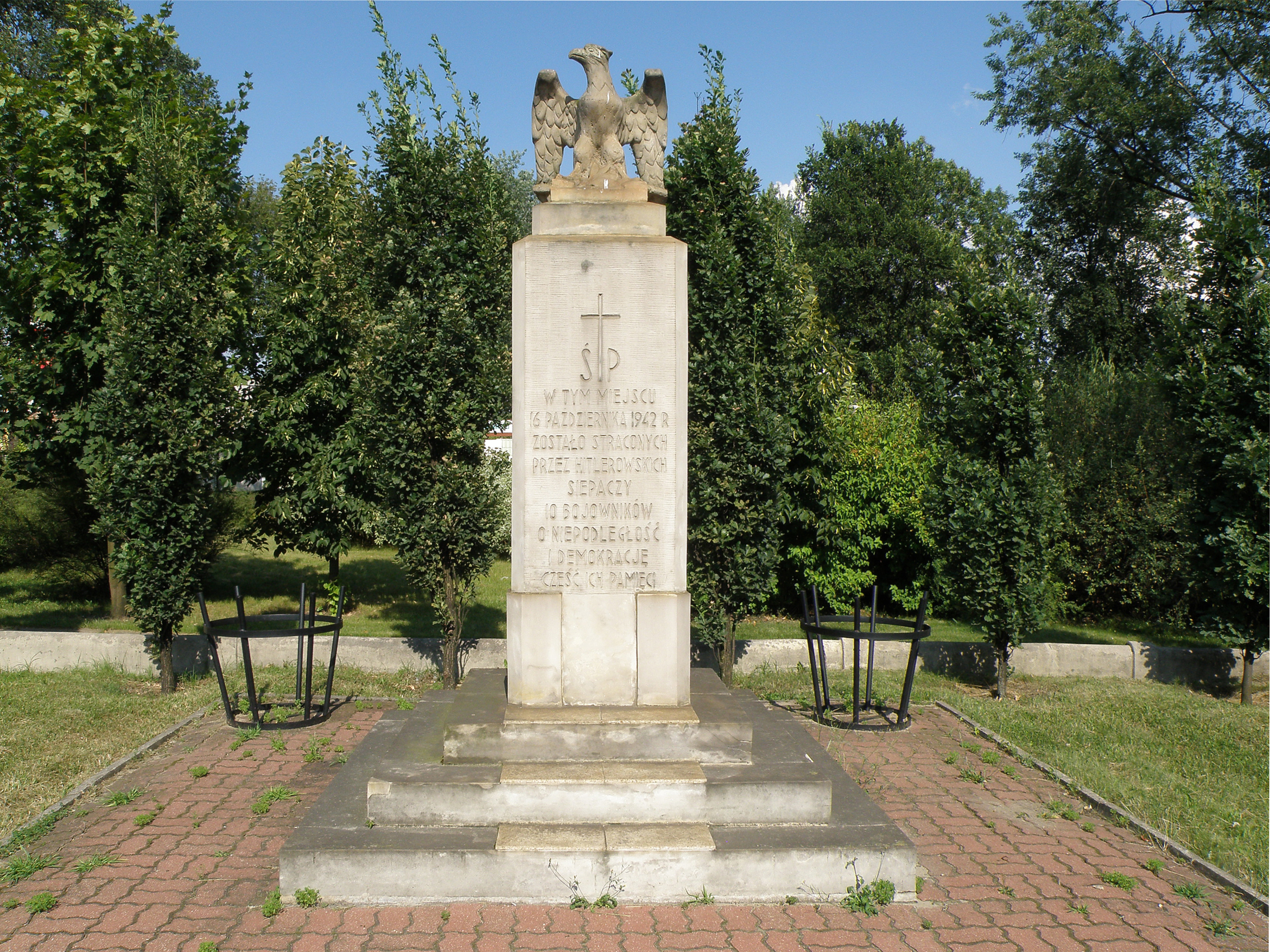
Пам'ятник страченим в'язням Павяка (1942)

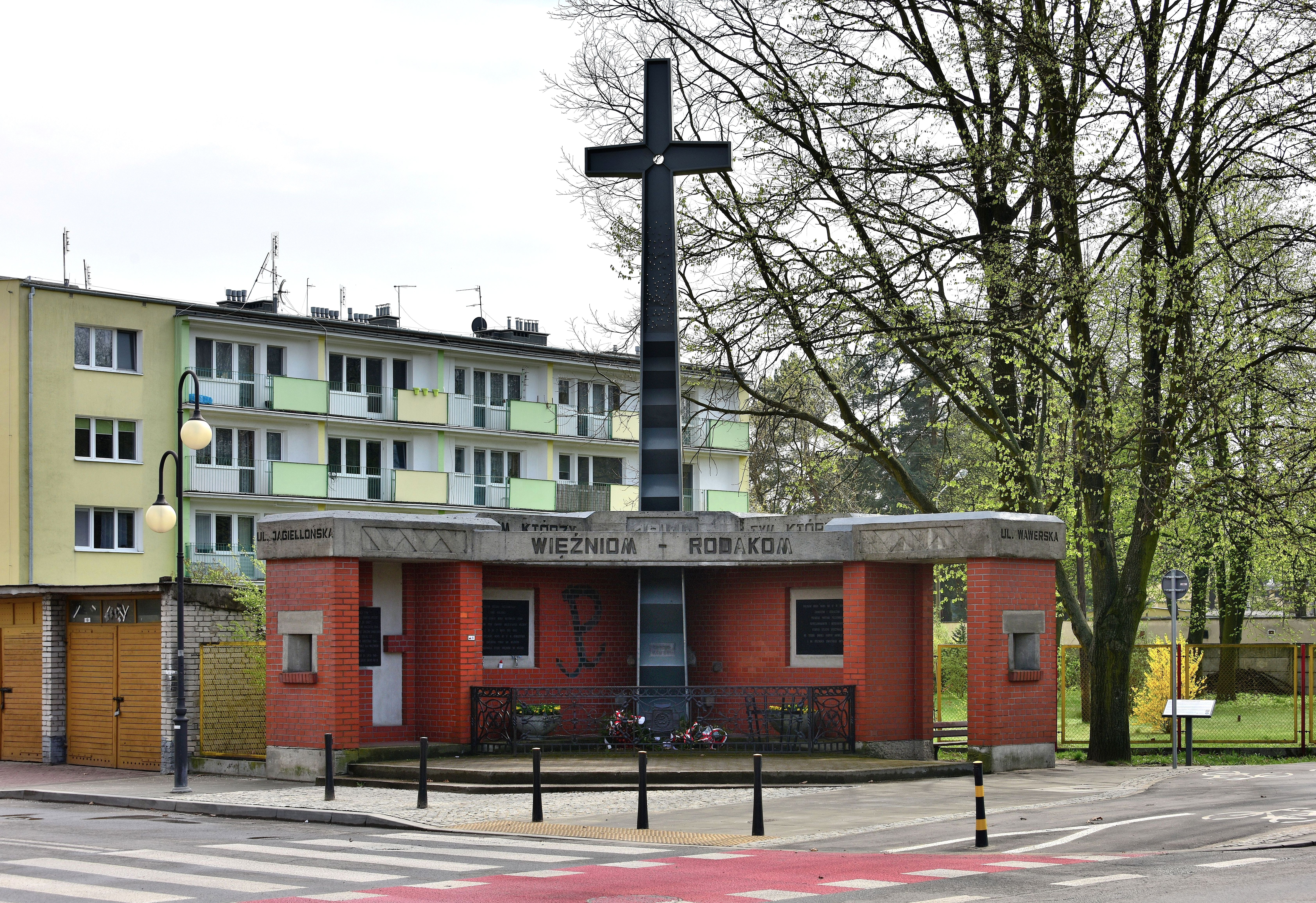
Пам'ятник жертвам НКВС

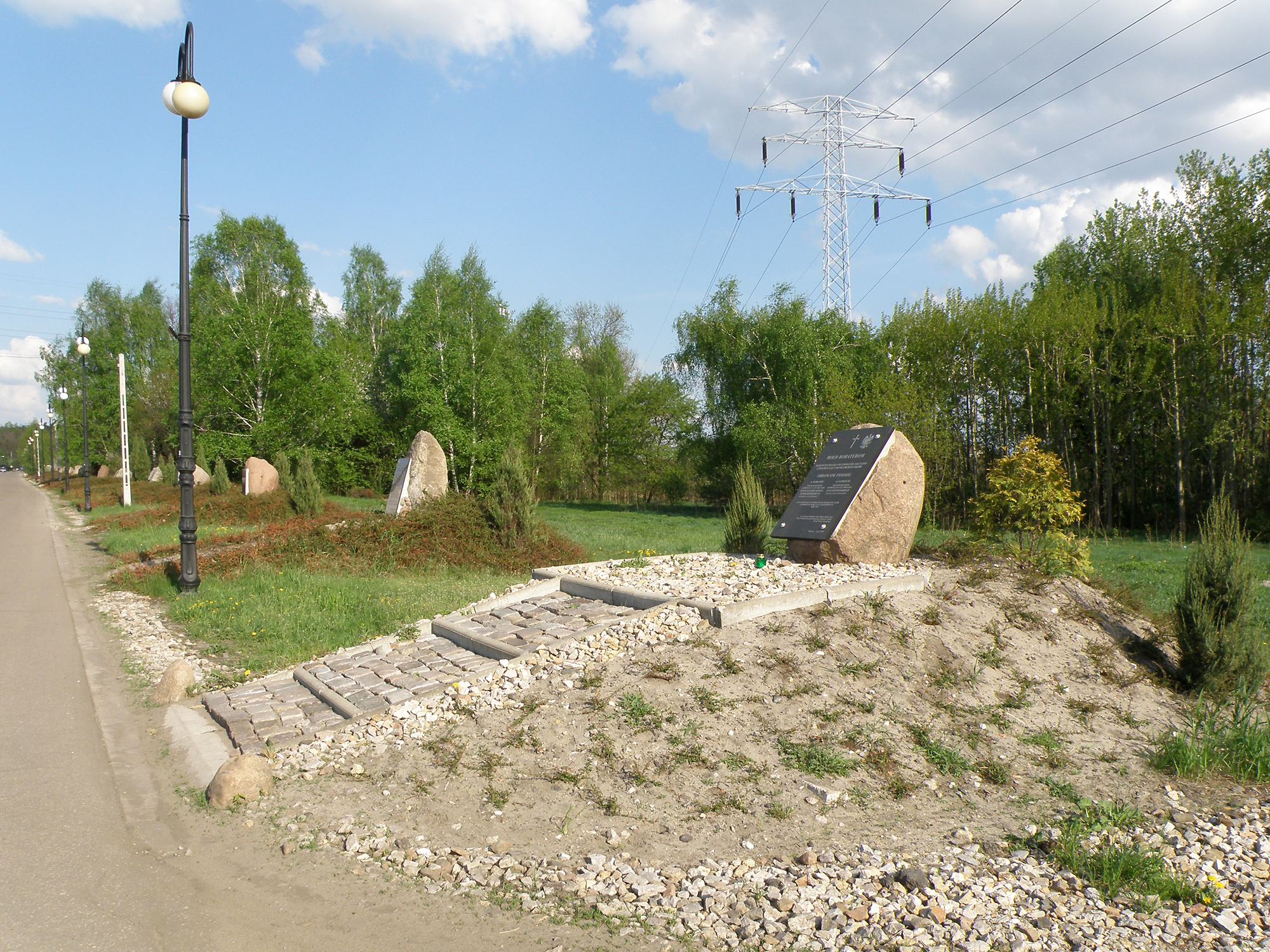
Алея Слави на Ольшинці Гроховській

Поселення Рембертув було засноване у другій половині XIX століття. У 1867 була прокладена залізнична колія, що сполучала Варшаву, Тересполь та Москву, заснована станція Рембертув. У 1888 місцеві фільварки — Журавка (пол. Żurawka), Мілосна (пол. Miłosna), Окунєв (пол. Okuniew), Сулеювек (пол. Sulejówek), Ґжибово (пол. Grzybowo), Мале Дембе (пол. Dembe Małe) та Баґно (пол. Bagno) — були викуплені російською владою, яка згодом розмістила на цих територіях артилерійський полігон. Після цього тут почали виникати крамниці, ремісничі заклади та будівлі господарського призначення, що обслуговували російських солдатів. Полігон було названо на честь колишнього намісника Польського королівства Федора (Фрідріха) Берґа (повне ім'я — Фрідріх Вільгельм Ремберт фон Берґ). Мешканці Варшави відвідували Рембертув з метою відпочинку.
У 1915 тут були збудовані укріплення. Після здобуття незалежності Польщею колишні російські казарми зайняла польська армія. Під час польсько-радянської війни на території Рембертова знаходився штаб дивізії піхоти під командуванням генерала Владислава Юнга. У 1920-х тут знаходилися майстерня військової амуніції «Pocisk» та Центр підготовки піхоти. У 1924 Рембертув було вилучено зі складу ґміни Окунєв (пол. Okuniew) та приєднано до ґміни Вавер. Почалося зведення костелу, житлового масиву та будівлі Добровільної пожежної охорони. У 1933 завершено електрифікацію Варшавського залізничного вузла, після чого всі потяги з Вільна та Білостоку попрямували через Рембертув. Це, в свою чергу, призвело до збільшення кількості переїздів та поліпшення транспортного зв'язку з Варшавою. 1 квітня 1939 Рембертув отримав статус міста. До складу його увійшли Старий та Новий Рембертув, Каролювка (пол. Karolówka), Зиґмунтувка (пол. Zygmuntówka), Маджента (пол. Magenta), Мокрий Луг (пол. Mokry Ług), Кавенчин (пол. Kawęczyn) та Полігон (пол. Poligon). Старі дерев'яні будівлі замінювались віллами та панельними спорудами, в яких розміщувався офіцерський склад.
Велике значення надавалося культурному розвитку Рембертова. З 1920-х у Рембертові працювали два приватних кінотеатри — «Срібний Птах» (пол. Srebrny Ptak) і «Марс». У 1923 відкрився перший спортивний клуб «Рембертовянка» (пол. Rembertowianka), з кінця 1920-х відомий як спортивний клуб «Кадра» (пол. Klub Sportowy "Kadra"). Починаючи з 1937 за сприяння Товариства друзів Вавра, Аніна і Ґрохова (пол. Towarzystwo Przyjaciół Wawra, Anina i Grochowa) друкувався щомісячний соціально-економічний журнал «Na straży». Також друкувалися «Голос Рембертова», «Новини Рембертова» (пол. Wiadomości Rembertowskie) та «Місячник Парафіяльний» (пол. Miesięcznik Parafialny), який висвітлював церковне та світське життя. Під час німецької окупації виходив підпільний щотижневик «Вярус».
Після захоплення Варшави німецькими військами Рембертув разом з Окуневом належав до III району Союзу збройної боротьби Армії Крайової «Демби», який, в свою чергу, входив до складу VII підрайону «Оброжа» (пол. VII Obwód „Obroża“). Місцеві партизани брали участь у бойових діях як на території Рембертова, так і в тих місцевостях Варшави, що знаходилися поза його межами. Серед значних акцій партизан — оборона від німецьких військ радіостанції Головного штабу Армії Крайової та блокада Варшавського залізничного вузла. На території Рембертова існувало сім німецьких трудових таборів, один з них — розташований на місці фабрики «Pocisk» — працював найдовше; після переходу Варшави під контроль радянських військ, у 1944—45 на його місці працював трудовий табір НКВС, у якому перебували солдати Армії Крайової. 21 травня 1945 Армія Крайова знищила табір та звільнила ув'язнених, яких планувалося відправити до РРФСР. У січні 1944 була створена місцева підпільна Народна рада під керівництвом Юліуша Вірського, яка працювала до 1957, коли Рембертув увійшов до складу Варшави. З 1957 по 1994 був складовою частиною дільниці Прага Полуднє, з 1994 по 2002 — ґміною Варшава—Рембертув. З 2002 — одна з дільниць Варшави.

## Назва
За однією з версій, назва Рембертув походить від одного з імен колишнього намісника Польського королівства Федора Берга (Фрідріх Вільгельм Ремберт фон Берґ). За іншою версією, назва походить від прізвища французького виробника паровозів, які постачали устаткування до російського артилерійського полігону.

## Райони
Офіційно Рембертув ділиться на три райони:
- Кавенчин—Вигода (пол. Kawęczyn-Wygoda)
- Старий Рембертув
- Новий Рембертув

## Кордони
Дільниця Рембертув межує:
- на півночі — з ґміною Зомбки
- на сході — з ґміною Зельонка та дільницею Весола
- на півдні — з дільницею Вавер
- на заході — з дільницями Прага—Полуднє й Таргувек

## Природні заповідники
Рембертув є однією з найбільш зелених дільниць Варшави. Зелені насадження займають близько третини площі дільниці.
- Рембертовський ліс
- Лісовий заказник Кавенчин (пол. Rezerwat leśny Kawęczyn)

## Цікаві факти
- В одній з вілл Рембертова на колишній Алеї Юзефа Пілсудського (нині Алея «Монтера» (пол. Aleja Gen. A. Chruściela „Montera“)) у 1920—21 проживав Шарль де Голль
- Приватний кінотеатр «Срібний Птах», відкритий у 1933, проіснував до 1980-х, однак вже під іншою назвою — «Шаротка» (пол. „Szarotka“)

## Пам'ятники
- Пам'ятник захисникам радіостанції Головного штабу Армії Крайової (пол. Pomnik Obrońców Radiostacji Komendy Głównej Armii Krajowej)
- Пам'ятник в'язням табору НКВС (пол. Pomnik więźniów obozu NKWD)
- Пам'ятник битві під Ольшинкою Гроховською (пол. Pomnik Bitwy pod Olszynką Grochowską)
- Пам'ятник закатованим євреям (пол. Pomnik ku czci pomordowanych Żydów)
- Пам'ятник жертвам німецького терору (пол. Pomnik Pamięci kilkudziesięciu ofiar egzekucji niemieckich 1939—1944)
- Пам'ятник політичним в'язням 1944—1956 (пол. Pomnik Jaworzniaków)